# Frolláis
Frollais (llamada oficialmente San Miguel de Frollais) es una parroquia y una aldea española del municipio de Samos, en la provincia de Lugo, Galicia.

## Organización territorial
La parroquia está formada por tres entidades de población:
- Frollais
- Pedrachantada (O Carballal)(Pedra Chantada)
- Ponte (A Ponte)

## Demografía

### Parroquia
| Gráfica de evolución demográfica de Frollais (parroquia) entre 2000 y 2021 |
|                                                                            |
| Datos según el nomenclátor publicado por el INE.                           |

### Aldea
| Gráfica de evolución demográfica de Frollais (aldea) entre 2000 y 2021 |
|                                                                        |
| Datos según el nomenclátor publicado por el INE.                       |